# Mike Hooper
Pour les articles homonymes, voir Hooper.
Mike Hooper, né le 10 février 1964 à Bristol (Angleterre), est un footballeur anglais, qui évoluait au poste de gardien de but à Liverpool.

## Carrière
- 1983-1985 : Bristol City
- 1985 : Wrexham AFC
- 1985-1990 : Liverpool
- 1990 : Leicester City
- 1990-1993 : Liverpool
- 1993-1995 : Newcastle United
- 1995 : Sunderland  [1]

## Palmarès

### Avec Liverpool
- Champion d'Angleterre en 1988.
- Vainqueur du Charity Shield en 1986, 1988, 1989 et 1990.
- Vainqueur de la Screen Sport Super Cup en 1986.